# 라스트 데이즈 (2013년 영화)
《라스트 데이즈》(Los ultimos dias, Last Days)는 스페인에서 제작된 알렉스 패스터, 데이비드 패스터 감독의 2013년 SF, 스릴러 영화이다. 이 영화는 2013년 3월 20일 바르셀로나에서 전 세계에 초연되었다. 모든 인류의 잠재적 종말을 다루어야 하는 인물로 등장하는 킴 구티에레즈 등이 주연으로 출연하였다.

## 출연

### 주연
- 킴 구티에레즈
- 호세 코로나도
- 마르타 에투라

### 조연
- 레티시아 도레라
- 이반 마사구에
- 페레 벤추라
- 루이스 솔러